# Lars Schieske
Lars Schieske (* 1. Januar 1977 in Cottbus) ist ein rechtsextremer deutscher Politiker der Alternative für Deutschland (AfD).

## Leben
Schieske absolvierte eine Ausbildung zum Energieelektroniker. Als Berufsfeuerwehrmann ist er in Brandenburg tätig. Bei der Landtagswahl in Brandenburg 2019 wurde Schieske zum Abgeordneten in den Landtag Brandenburg für die AfD Brandenburg gewählt. Er gewann im Landtagswahlkreis Cottbus II mit 27,3 Prozent das Direktmandat. Bei der Landtagswahl 2024 verfehlte er den Wiedereinzug in den Landtag.
Laut Der Tagesspiegel hat Schieske enge Kontakte zum rechtsextremistischen Verein Zukunft Heimat.
Zur Oberbürgermeisterwahl in Cottbus am 11. September 2022 trat Schieske als Kandidat seiner Partei an.
In einem Brief, der in zahlreiche Cottbuser Briefkästen gelangte, schrieb Schieske u. a.: „Ausländer werden immer mehr. Werden immer frecher. Viele Ausländer haben keinen Respekt vor uns. Viele Deutsche trauen sich abends nicht mehr auf die Straße.“ Gegen Schieske wurde daraufhin Anzeige wegen Volksverhetzung erstattet. Die Stichwahl um das Amt des Oberbürgermeisters verlor Schieske am 9. Oktober 2022.
Im April 2024 wurde bekannt, dass der Verfassungsschutz Brandenburg Schieske als rechtsextrem einstuft.
Schieske hat drei Kinder und lebt in Kiekebusch.